# Trio Accanto
Das Trio Accanto ist ein Kammermusikensemble für Saxophon, Klavier und Perkussion, das sich 1994 formierte und auf zeitgenössische Neue Musik spezialisiert hat. Das Ensemble hat seitdem zahlreiche Kompositionen uraufgeführt und wirkt bei internationalen Festivals für Neue Musik mit.

## Geschichte
Im Jahre 1994 schlossen sich Yukiko Sugawara (Klavier), Marcus Weiss (Saxophon) und Christian Dierstein (Perkussion) zu einem Trio zusammen. Ihr erstes gemeinsames Konzert gaben sie bei den Donaueschinger Musiktagen 1994. Seitdem hat das Ensemble über 40 Werke uraufgeführt oder in Auftrag gegeben. Bekannte zeitgenössische Komponisten wie Helmut Lachenmann, Vinko Globokar, Thomas Kessler, Erhard Grosskopf, Wolfgang Rihm, Mark Andre, Mauricio Sotelo, Brice Pauset, Jo Kondo und Stefano Gervasoni haben Werke für das Trio geschrieben.  
Zum Repertoire des Ensembles gehören auch zeitgenössische Werke für solistisches Trio und Orchester. Daneben treten die einzelnen Mitglieder des Trios in Kammermusikkonzerten auch solistisch auf.
2012 schied Yukiko Sugawara aus dem Trio aus. Ihr Nachfolger ist Nicolas Hodges.
Das Ensemble wirkte unter anderem bei folgenden Festivals für Neue Musik mit:
- Donaueschinger Musiktage
- Wittener Tage für neue Kammermusik
- Darmstädter Ferienkurse
- Tage für Neue Musik Zürich
- Münchener Biennale
- Biennale Berlin
- Wiener Festwochen
- Schleswig-Holstein Musik Festival

## Diskographie (Auswahl)

### Mit Nicolas Hodges, Klavier
- Other Stories: Werke von Michael Finnissy, Yu Kuwabara, Helmut Lachenmann, Martin Schüttler und Martin Smolka, Wergo 2020.
- Songs and Poems: Werke von Andreas Dohmen, Hans Thomalla, Walter Zimmermann, Wolfgang Rihm und Aldo Clementi, Wergo 2018.
- Funambules: Werke von Georges Aperghis, Stefan Prins, Johannes Schöllhorn und Rolf Riehm, Wergo 2016.

### Mit Yukiko Sugawara, Klavier
- Werke von Jörg Birkenkötter, Erhard Grosskopf, Manuel Hidalgo, Jō Kondō, Yuval Shaked und Bernfried E. G. Pröve, Edition Zeitklang, 2008.
- Mark Andre, durch, Kairos 2007.
- Werke von Mauricio Sotelo, Toshio Hosokawa, Stefano Gervasoni und Brice Pauset, assai 2003.
- Gerhard E. Winkler, Kammermusik, Edition Zeitklang ORF, 1999.